# Kortesjärvi

Wappen der ehemaligen Gemeinde Kortesjärvi

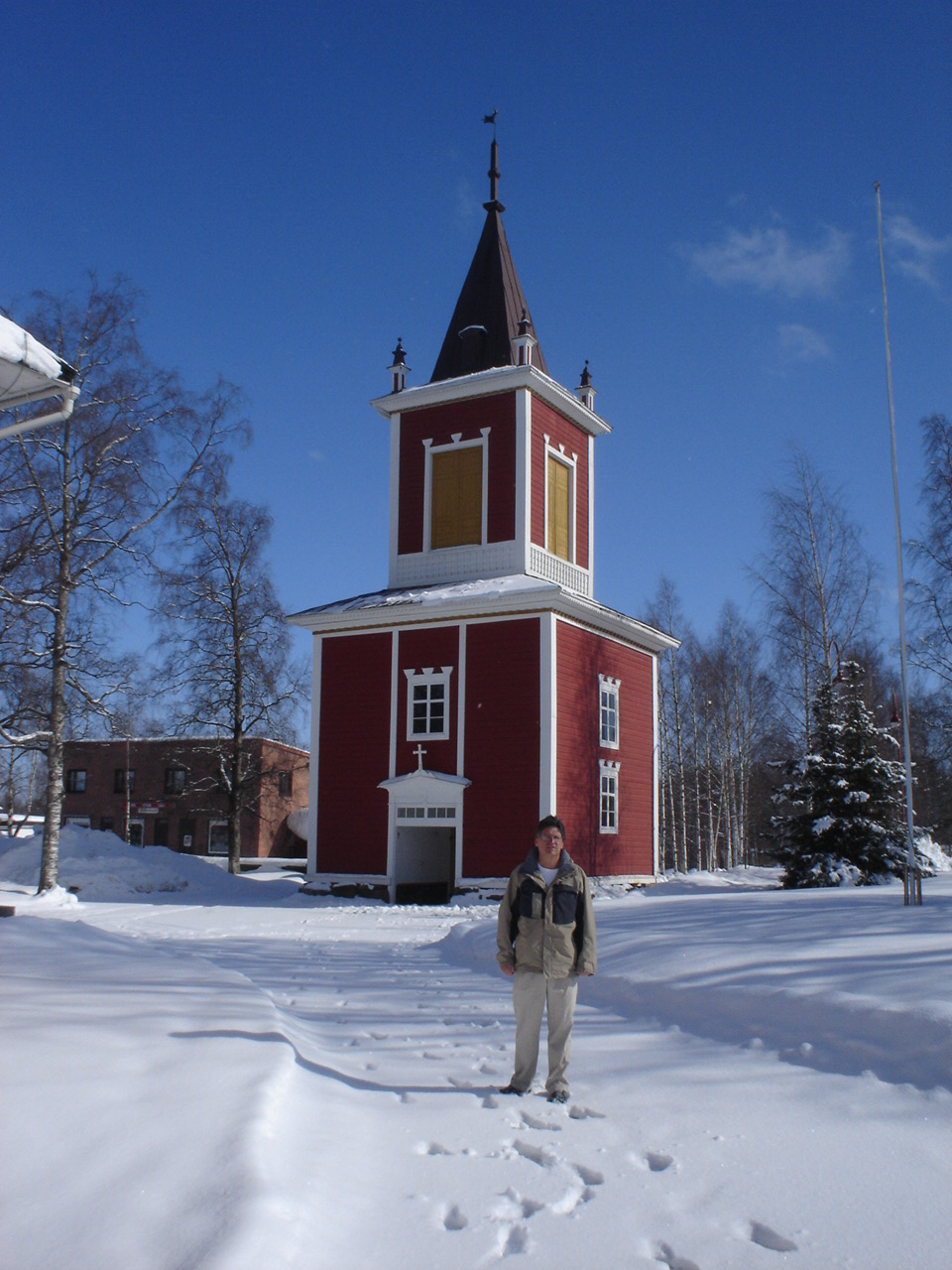
Die Kirche von Kortesjärvi

Kortesjärvi [ˈkɔrtɛsjærvi] ist eine ehemalige Gemeinde im Westen Finnlands. Anfang 2009 wurde sie zusammen mit Alahärmä und Ylihärmä in die Stadt Kauhava eingemeindet.
Kortesjärvi liegt im Norden der Landschaft Südösterbotten 28 Kilometer nördlich der Kernstadt von Kauhava. Weil es am Rand der Seenlandschaft Österbottens liegt, findet man bei Kortesjärvi mehr Wälder und Seen als anderswo in der Region. Insgesamt hatte die Gemeinde eine Fläche von 333,5 Quadratkilometern. Die Einwohnerzahl betrug zuletzt 2.275.
Die Kirche von Kortesjärvi wurde im Jahr 1792 nach Plänen von Jacob Rijf erbaut. Es handelt sich um eine Holzkirche mit kreuzförmigem Grundriss. Der separate Glockenstapel stammt aus dem Jahr 1856. Zudem befindet sich in Kortesjärvi das Finnische Jägermuseum. Es erzählt die Geschichte jener Finnen, die im Ersten Weltkrieg zusammen mit den Deutschen gegen die Russen kämpften. Hierbei handelte es sich um das 27. Königlich-Preußische Jägerbataillon, das sich später im Finnischen Bürgerkrieg an der Seite der Weißen schlug. Im Winterkrieg und Fortsetzungskrieg bildeten sie das Gros der sich im Einsatz befindlichen finnischen Offiziere. Kortesjärvi bezeichnet sich selbst als „Jäger-Gemeinde“.